# BBC交響樂團
BBC交響樂團（英語：BBC Symphony Orchestra）是英國廣播公司所有的一個管弦樂團，也是英國主要的管弦樂團之一。倫敦大多數管弦樂團都是三管編制的中規模團體，BBC交響樂團是唯一的一家自創建以來就一直是四管編制的管弦樂團。樂團在1930年由阿德里安·博爾特創建。現任總指揮則是萨卡里·奥拉莫。BBC交響樂團在逍遙音樂會中擔當重要作用，是逍遙音樂會的主要演出團體。

## 历任首席指挥
- 阿德里安·博尔特（1930－1950）
- 马尔科姆·萨金特（1950－1957）
- 鲁道夫·施瓦茨（英语：Rudolf Schwarz (conductor)）（1957－1963）
- 安塔尔·多拉蒂（1962－1966）
- 科林·戴维斯（1967－1971）
- 皮埃尔·布列兹（1971－1975）
- 鲁道夫·肯佩（1976）
- 根纳季·罗日杰斯特文斯基 （1978－1981）
- 约翰·普里查德（1982－1989）
- 安德鲁·戴维斯（1989－2000）
- 伦纳德·斯拉特金（英语：Leonard Slatkin）（2000－2004）
- 吉里·贝洛拉维克（2006－2013）
- 萨卡里·奥拉莫（2013－）

## 外部連結
- 官方网站
- BBC交響樂團的Discogs页面（英文）